# Přeseka
Přeseka je vesnice, část města Třeboň v okrese Jindřichův Hradec v Jihočeském kraji. Nachází se asi pět kilometrů severozápadně od Třeboně. Přeseka je také název katastrálního území o rozloze 7,88 km².

## Historie
První písemná zmínka o vesnici pochází z roku 1371.

## Přírodní poměry
V severní části katastrálního území leží přírodní rezervace Olšina u Přeseky a zasahuje do ní část národní přírodní rezervace Velký a Malý Tisý.

## Obyvatelstvo
| Rok            | 1869 | 1880 | 1890 | 1900 | 1910 | 1921 | 1930 | 1950 | 1961 | 1970 | 1980 | 1991 | 2001 | 2011 | 2021 |
| -------------- | ---- | ---- | ---- | ---- | ---- | ---- | ---- | ---- | ---- | ---- | ---- | ---- | ---- | ---- | ---- |
| Počet obyvatel | 294  | 247  | 241  | 229  | 244  | 244  | 227  | 166  | 149  | 161  | 152  | 117  | 125  | 122  | 120  |
| Počet domů     | 40   | 46   | 46   | 46   | 45   | 46   | 49   | 47   | 44   | 46   | 44   | 49   | 51   | 55   | 59   |

## Obecní správa
Při sčítání lidu v letech 1850–1879 Přeseka byla osadou obce Lužnice v okrese Třeboň. V letech 1880–1979 byla samostatnou obcí, se kterým patřila nejprve do okresu Třeboň, ale od roku 1960 v okrese Jindřichův Hradec. Od 1. ledna 1980 je částí města Třeboň v okrese Jindřichův Hradec.

## Pamětihodnosti
- Zděná kaplička s věžičkou byla v Přesece postavena v roce 1817 za rychtáře Víta Balochy. V roce 1840 byla prodloužena. Vysvěcena byla v září 1873 třeboňským děkanem Františkem Touškem a v kapli byla poprvé sloužena mše. Svěcení byl přítomen také c. k. okresní hejtman.
- Vesnicí protéká od Třeboně k Ponědraži Zlatá stoka.
- V blízkosti se nalézá známé třeboňské poutní místo na Dunajovické hoře s křížovou cestou a kaplí.